# Benld
Benld és una població dels Estats Units a l'estat d'Illinois. Segons el cens del 2000 tenia 1.541 habitants.

## Demografia
Segons el cens del 2000, Benld tenia 1.541 habitants, 676 habitatges, i 415 famílies. La densitat de població era de 561,3 habitants/km².
Dels 676 habitatges en un 26,6% hi vivien nens de menys de 18 anys, en un 46,3% hi vivien parelles casades, en un 11,8% dones solteres, i en un 38,5% no eren unitats familiars. En el 34% dels habitatges hi vivien persones soles el 20,9% de les quals corresponia a persones de 65 anys o més que vivien soles. El nombre mitjà de persones vivint en cada habitatge era de 2,28 i el nombre mitjà de persones que vivien en cada família era de 2,89.
Per edats la població es repartia de la següent manera: un 24,3% tenia menys de 18 anys, un 7,9% entre 18 i 24, un 27,1% entre 25 i 44, un 18,8% de 45 a 60 i un 21,9% 65 anys o més.
L'edat mediana era de 37 anys. Per cada 100 dones de 18 o més anys hi havia 84,5 homes.
La renda mediana per habitatge era de 30.395 $ i la renda mediana per família de 36.953 $. Els homes tenien una renda mediana de 30.054 $ mentre que les dones 19.400 $. La renda per capita de la població era de 15.521 $. Aproximadament el 9,7% de les famílies i el 14,3% de la població estaven per davall del llindar de pobresa.

## Poblacions properes
El següent diagrama mostra les poblacions més properes.